# Kolonia (województwo warmińsko-mazurskie)
Kolonia (dawniej niem. Grünwalde) – wieś na skraju Puszczy Piskiej w Polsce położona w województwie warmińsko-mazurskim, w powiecie szczycieńskim, w gminie Świętajno przy szlaku kolejowym Olsztyn – Ełk. W latach 1975–1998 miejscowość administracyjnie należała do województwa olsztyńskiego. Od zakończenia II wojny światowej, aż do roku 2007 działał w Kolonii duży zakład przemysłu drzewnego, który w wyniku przekształceń własnościowych i zmiany kolejnych właścicieli obecnie działa w bardzo ograniczonym zakresie.
Ulicówka o zwartej zabudowie, z zachowanymi domami drewnianymi oraz znajdującym się za torami kolejowymi osiedlem Kochówek. Przy wsi znajduje się dawny cmentarz ewangelicki.
Wieś założona w 1820 r. Szkoła zbudowana w 1916 r. Dworzec kolejowy pochodzi z końca XIX wieku. W osiedlu Górki, administracyjnie włączonym (w 1861 r.) do sołectwa Kolonia w 1864 r., urodził się znany działacz mazurski Bogumił Linka (zmarł w 1920 r. w Olsztynie).
We wsi działa Stowarzyszenie Kolonia nad Szkwą oraz Koło Gospodyń Wiejskich.
Kolonia – Leśniczówka – w przysiółku położonym około 3 km od wsi znanym obecnie pod nazwą Racibór (wcześniej Łąck), nad brzegiem jeziora Świętajno, z którego wypływa rzeka Szkwa przepływająca przez wieś Kolonia, pół kilometra przed leśniczówką znajduje się dawny cmentarz. Łąck (Wielki) w 1928 roku stał się częścią wsi Kolonia.

## Wspólnoty wyznaniowe
Większość mieszkańców wsi jest wyznania katolickiego.
- Kościół rzymskokatolicki:
  - Katolicy spotykają się w środy, 1. piątki miesiąca oraz niedziele, w kaplicy znajdującej się centrum wsi.
- Świadkowie Jehowy:
  - zbór Kolonia (Sala Królestwa Kolonia 111G)[5].